# Talbrücke Reichenbach
Die Talbrücke Reichenbach ist mit 1000 m Länge die nach der Talbrücke Werratal zweitlängste Brücke der Bundesautobahn 71. Sie gehört zu den ersten Großbrücken in Deutschland, die mit einem einteiligen Verbundquerschnitt, bestehend aus einem einzelligen Stahlhohlkasten und einer Stahlbetonfahrbahnplatte, ausgeführt wurde.
Die Brücke liegt im Thüringer Wald zwischen den Anschlussstellen Ilmenau-West und Gräfenroda und überspannt bei Geraberg, Elgersburg und Martinroda in einer maximalen Höhe von ungefähr 60 m das Tal des Reichenbaches mit der Bundesstraße 4, der Landstraße 2899 (Martinroda–Geraberg) und der Bahnstrecke Plaue–Themar. Gebaut wurde die Brücke von 1999 bis 2002, die Kosten betrugen 59 Millionen DM.

## Unterbauten
Die Widerlager und die ersten zwei östlichen Pfeiler neben der B 4 haben eine Flachgründung. Die folgenden drei Pfeiler sind auf je acht Großbohrpfählen mit einem Durchmesser von 1,50 m und einer maximalen Länge von 40 m gegründet. Bei den acht restlichen Pfeilern wurde in Deutschland erstmals im Großbrückenbau eine kombinierte Pfahl-Plattengründung ausgeführt, wodurch die Pfahllänge auf 15 m verkürzt werden konnte. Insgesamt wurden 1460 m Bohrpfähle eingebaut.
Die rechteckigen Stahlbetonpfeiler sind hohl und nach oben bis zum Brückenüberbau zugänglich. Die kleinsten Außenabmessungen unterhalb vom Pfeilerkopf betragen 6,6 m × 2,2 m, bei einer Wandstärke von 45 cm.

## Überbau
Die Stützweiten des 14-feldrigen Überbaus betragen 40 m + 50 m + 55 m + 65 m + 75 m + 80 m + 95 m + 105 m + 95 m + 80 m + 75 m + 70 m + 65 m + 50 m. Die fünf mittleren Brückenfelder mit den Spannweiten oberhalb von 75 m sind über vier Stützen gevoutet ausgebildet und haben dort eine maximale Querschnittshöhe von 6,5 m. Die kürzeren Felder haben eine konstante Bauhöhe von 3,7 m.
Der einteilige Überbau der Stahlverbundbrücke hat einen einzelligen offenen Stahltrog und eine mit Kopfbolzendübeln verbundene 28,5 m breite Stahlbetonfahrbahnplatte. Das Bodenblech des Kastenquerschnittes ist 8,5 m breit, die Stege der Hauptträger sind schräg und stützen die Fahrbahnplatte in einem Abstand von 10 m. Zusätzlich wird die Fahrbahnplatte außen durch Schrägstreben ungefähr alle 5 m gestützt. Der Bewegungsruhepunkt in Längsrichtung ist in Brückenmitte, wo die vier Pfeiler mit dem Überbau unverschieblich verbunden sind.

## Ausführung
Die Stahlüberbauten der Randfelder wurden an beiden Widerlagern vorgefertigt und im Taktschiebeverfahren abschnittsweise über die Stützpfeiler eingeschoben. Die mittleren Felder mit den gevouteten Querschnitten wurden vor Ort fertig montiert und eingehoben. Dies erfolgte in zwei Etappen. Zuerst wurden ungefähr 20 m lange Grundsegmente mit einem Raupenkran auf die Pfeiler gehoben. Danach wurden die Zwischenstücke des Stahlüberbaus mit einer maximalen Masse von 650 Tonnen von den Grundelementen aus mit Litzenhebern eingehoben.  Abschließend wurde die Stahlbetonfahrbahnplatte mit zwei Schalwagen abschnittsweise hergestellt.

## Verkehr
Die Talbrücke Reichenbach steht in sehr exponierter Tallage. Daher sind auf der Brücke seit Eröffnung der Autobahn trotz Tempolimit und Windsäcken schon mehrere Lkw oder deren Anhänger (jeweils ohne Ladung) durch starke Windböen umgerissen worden.
Bei Sturm wurde die Autobahn seit Anfang 2007 zwischen den Abfahrten Ilmenau-West und Gräfenroda gesperrt, um das Abstürzen von Lastkraftwagen von der Brücke zu verhindern. Der nachträgliche Bau von Windschutzwänden mit der erforderlichen Höhe für Lastkraftwagen ist aus statischen Gründen nicht möglich. Zum Windschutz wurden im Sommer  2009 die Brückengeländer durch eine 2,5 Meter hohe Wand mit Lamellen aus Plexiglas ersetzt.

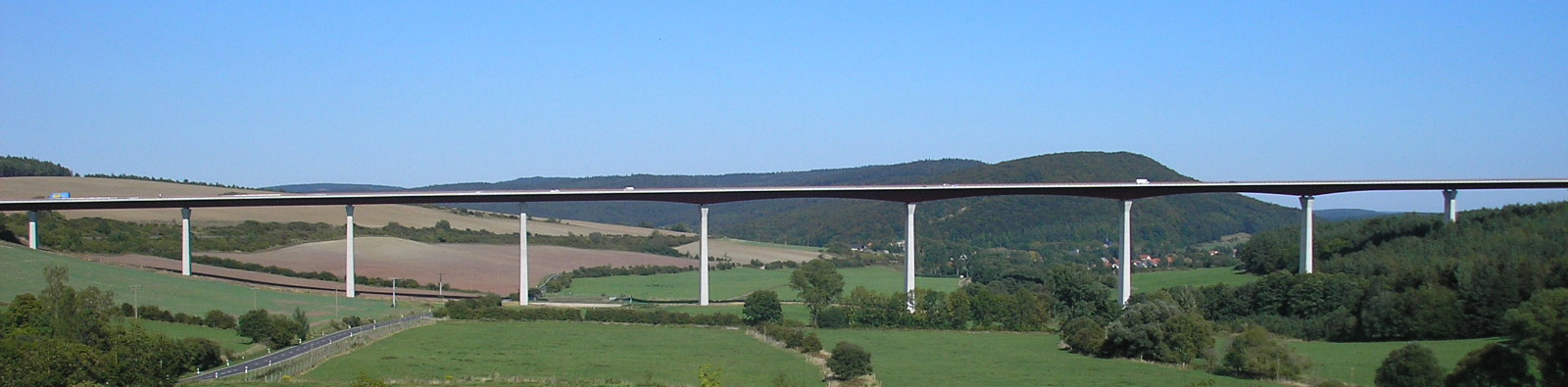
Gesamtansicht